# Agag (król Amalekitów)

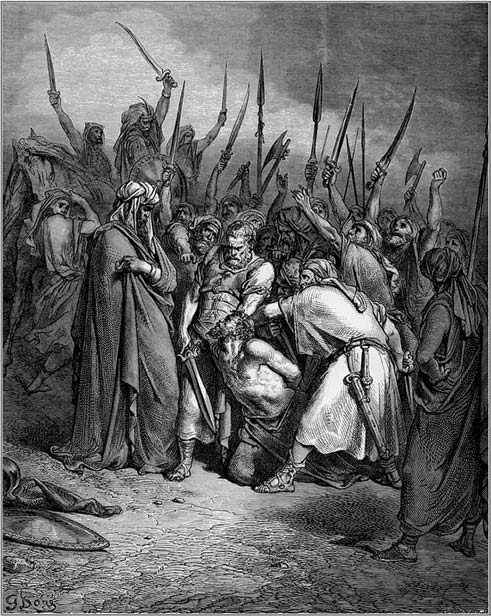
Gustave Doré, Śmierć Agaga, La Sainte Bible, 1866

Agag (XI w. p.n.e.) – król Amalekitów. 
Został pokonany przez Saula, króla Izraela, i wzięty do niewoli. Izraelski władca pozostawił go przy życiu wbrew nakazowi Samuela, aby zabić wszystkich Amalekitów. Konsekwencją tego była przepowiednia Samuela, że król straci panowanie nad Izraelem. Pomimo to, Saul udał się z Samuelem do Gilgal, aby złożyć hołd Jahwe. Tam Samuel kazał stracić Agaga. 

## Odnośnie do rodzaju śmierci Agaga
Według Biblii warszawskiej Agag został przez Samuela „porąbany w kawałki”. Podobnie Biblia gdańska: „I rozsiekał w kęsy Samuel Agaga przed obliczem Pańskiem w Galgal”. Według Biblii Tysiąclecia na temat śmierci Agaga czytamy jedynie: „Samuel kazał stracić Agaga przed Panem w Gilgal” (bez podania bliższych szczegółów, w jaki sposób dokonano egzekucji), podobnie Wulgata. 
Natomiast w wydaniu katolickim Pisma Świętego Starego Testamentu (Lublin 1938) werset 1 Sam 15,33 brzmi: „I rzekł Samuel: „Jako osierocił niewiasty miecz twój, tak niech będzie osierocona wśród niewiast matka twoja!” I porąbał Samuel Agaga wobec Jahwe w Gigal.” A przypis dodaje: Jako osierocił ... Zostało wykonane prawo pomsty śmierć za śmierć. Odnośnie do Porąbał... Użyta forma pijel może świadczyć, że Samuel nie dokonał egzekucji własnymi rękoma, tylko wydał na niego wyrok śmierci, który też został wykonany. U ludów starożytnych, nie wyłączając Greków i Rzymian, brańcy wojenni byli zabijani.

## Agag w filmie
W filmie Bruce’a Beresforda Król Dawid (1986) w rolę Agaga wcielił się włoski aktor Marino Masé.